# Stern–Gerlach-kísérlet
A Stern–Gerlach-kísérlet a kvantummechanika fontos részét képezi. A Stern–Gerlach-kísérletet Otto Stern és Walther Gerlach fizikusról nevezték el, akik 1922-ben a részecskék eltérítésével kapcsolatos kísérletüket végezték, s amelyet azóta a kvantummechanika alapvető elvének illusztrálására is alkalmazzák. A kísérlet azt demonstrálja, hogy az elektronok és az atomok lényegében kvantum tulajdonsággal bírnak, és a mérés hogyan befolyásolja a mért rendszert a kvantummechanikában.

## Az alapvető elmélet

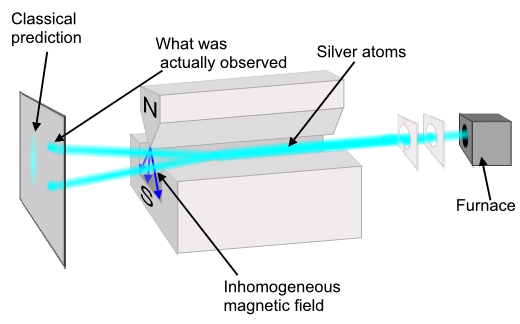
A Stern–Gerlach-kísérlet elrendezése

A Stern–Gerlach-kísérlet lényege: egy inhomogén mágneses téren keresztül ezüstatomokból álló részecskesugarat küldenek át és közben figyelik a részecskék eltérülését. Az eredmények azt mutatták, hogy a részecskék egy ún. belső impulzusmomentummal rendelkeznek, amely igen hasonló a klasszikus forgó testek impulzusmomentumához, de csak bizonyos értékeket vehet fel.
Ha az ezüstatomoknak nem lenne mágneses momentumuk (és ennek megfelelően spinjük), akkor egy kupacba kellett volna beérkezniük, de ha van, akkor a klasszikus értelmezés szerint is szétkent, folytonos eloszlás mentén, és nem két elkülönülő pontban kellene azt tenniük. A kísérletben azonban az ezüstatomok két elkülönülő pontban észlelhetők. A kísérletet elektromosan semleges részecskékkel vagy atomokkal végzik, azért hogy elkerüljék a töltött részecske nagy mértékű eltérülését, amikor áthalad a mágneses téren. Ezzel lehetővé válik, hogy a spin-független hatás domináljon. Ha a részecskét klasszikus forgó mágneses dipólusként kezeljük, akkor a mágneses mezőben a mező által a dipólusra kifejtett forgatónyomaték hatására precesszálni fog. Ha áthalad egy homogén mágneses téren, a dipól két végére ható erők semlegesítik egymást és ezért a részecske röppályáját nem módosítják. Ha viszont a mágneses tér nem homogén, akkor a dipólus egyik végére ható erő kismértékben eltérő lesz a másik végére ható erőtől és így az eredő erő hatásaként eltéríti a dipólus röppályáját. Ha a részecskék klasszikus forgó tárgyak lennének, azt várhatnánk el, hogy a spin impulzusmomentum vektorainak az eloszlása véletlenszerű és folytonos lesz. Minden egyes részecskét más és más mértékben térítenének el, ami egy folytonos eloszlású képet nyújtana a beérkezést érzékelő képernyőn. Ehelyett a Stern-Gerlach készüléken áthaladó részecskék vagy lefelé, vagy felfelé térülnek el – egy bizonyos mértékben. Ez az eredmény azt jelenti, hogy a spin perdület kvantált (azaz csak diszkrét értékeket vesz fel), vagyis a lehetséges impulzusnyomatékok eloszlása nem folytonos. Ha a kísérletet töltött részecskékkel végezzük (mint az elektron), akkor a Lorentz-erő egy körbe hajlítja a pályát (ciklotron mozgás). Ez az erő semlegesíthető egy megfelelő erős elektromos térrel átlósan (diagonálisan) irányítva a részecske pályájára.

A fermionok spin értékei

Az elektronok 1/2 spinű részecskék, csak két lehetséges spin impulzusnyomatékuk van bármely tengely mentén: +ħ/2 vagy −ħ/2. Ha ez az érték a részecskék bolygószerű forgó mozgásának következtében adódik, akkor az egyes részecskéknek lehetetlenül gyorsan kellene forogniuk. Még akkor is, ha egy elektron átmérője 14 nm (ez a klasszikus elektron átmérő), a felülete 2,3·1011 m/s sebességgel forogna, ami nem lehetséges, mivel meghaladja a fény sebességét (2,998·108 m/s). Ehelyett a spin impulzusnyomatéka egy tisztán kvantummechanikai jelenség. Mivel ez az érték mindig ugyanazon értékű, és úgy tekinthető, mint az elektron belső tulajdonsága, „belső (intrinsic) impulzusmomentumnak” is szokták nevezni, megkülönböztetésül a pályamenti impulzusmomentumtól, amely változó és függ a többi részecskétől. Tehát az elektronnak két lehetséges spin impulzusnyomatéka van egy tengely mentén. Ugyanez érvényes a protonra és a neutronra, amelyek három kvarkból álló összetett részecskék (amelyek önmaguk 1/2-es spinűek). Más részecskék különböző értékű lehetséges spin értékekkel bírnak. A Delta barionok (Δ++, Δ+, Δ0, Δ−), például, +3⁄2 spinű részecskék négy lehetséges spin impulzusmomentummal. A vektor mezonok (Vector mesons), valamint a fotonok, W és Z bozonok és a gluonok +1-es spinű részecskék és három lehetséges spin impulzus nyomatékkal rendelkeznek. A +1/2 spinű részecskékkel történő kísérletek leírása matematika formulával könnyebb az úgynevezett Dirac-féle Braket-jelöléssel. Amikor a részecskék áthaladnak a Stern–Gerlach készüléken, akkor „megfigyelődnek”. A kvantummechanikában a megfigyelés aktusa megfelel a mérésnek. A megfigyelő készülékünk egy detektor és ebben az esetben két lehetséges értéket figyelhetünk meg: vagy ’spin fel’ vagy ’spin lent’ értékeket. Ezeket a j impulzusmomentum kvantumszámmal írjuk le, amely a két lehetséges értékből egyet vehet fel, vagy +ħ/2 vagy −ħ/2. A megfigyelés (mérés) aktusa megfelel a Jz operátornak. Matematikai formulában
{\displaystyle |\psi \rangle =c_{1}\left|\psi _{j=+{\frac {\hbar }{2}}}\right\rangle +c_{2}\left|\psi _{j=-{\frac {\hbar }{2}}}\right\rangle .}
A c1 és c2 komplex számok. A (|c1|2 and |c2|2) abszolút értékeinek négyzete határozza meg azt a valószínűséget, amely állapot két lehetséges állapota közül az egyik j. Az állandókat normalizálni kell azért, hogy a valószínűség számolásnál az egyik érték egység legyen. Ez az információ nem elégséges a c1 és c2 értékeinek a meghatározásához, mivel ezek valójában komplex számok. Ezért a mérés csupán az állandók abszolút értékeire ad információt.

## Szekvenciális kísérletek
Ha összekapcsolunk több Stern–Gerlach készüléket, akkor világosan látható, hogy ezek nem úgy működnek, mint egy egyszerű szelektor, hanem megváltoztatják a megfigyelt állapotokat (mint a fény polarizációnál) a kvantummechanika törvénye szerint.

## Történet

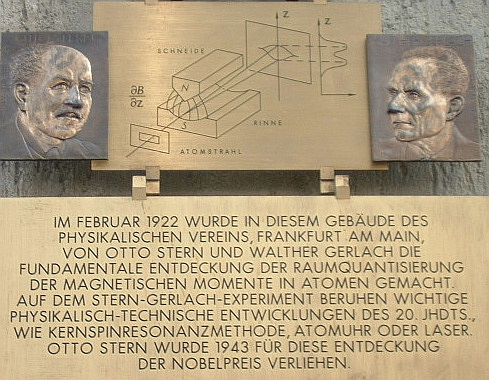
A frankfurti intézetnél elhelyezett emléktábla a kísérlet emlékére

A Stern–Gerlach-kísérletet Otto Stern és Walther Gerlach végezték el 1922-ben Frankfurtban.  Ez idő tájt Stern Max Born asszisztense volt a Frankfurti Egyetem Elméleti Fizikai Intézetében, Gerlach pedig szintén asszisztens volt ugyanannak az egyetemnek a Kísérleti Fizikai Intézetében. A kísérlet idején az atomokat leíró uralkodó modell a Bohr-féle modell volt, amely szerint az elektronok a pozitív töltésű atommag körül keringenek egy bizonyos pályán vagy energiaszinten. A Stern–Gerlach-kísérlet a Bohr–Sommerfeld hipotézis tesztjének is tekinthető, amely arról szólt, hogy az ezüstatom impulzusmomentuma kvantált. Megjegyzendő: a kísérlet évekkel azelőtt történt, hogy Samuel Goudsmit és George Uhlenbeck megalkotta hipotézisét az elektron spin létezéséről.
1927-ben T. E. Phipps és J. B. Taylor megismételte a kísérletet hidrogénatomokkal és ezzel megcáfolta, hogy a kísérlet csak ezüstatomokra érvényes. (1926-ban a nem relativisztikus Schrödinger-egyenlet hibásan jósolta meg a hidrogén mágneses impulzusát 0-nak alapállapotban. Ezt korrigálandó Pauli – mintegy érzésre – bevezette a 3 Pauli-mátrixot, amelyek azóta a nevét viselik, és melyekről később, 1928-ban Dirac megmutatta, hogy a saját relativisztikus egyenletének szerves velejárói.)

## Hatások
A Stern–Gerlach-kísérlet az egyik, amely a legnagyobb hatással volt a modern fizika kialakulására:
- Az ezt követő évtizedben kutatók hasonló technikát alkalmaztak annak kimutatására, hogy egyes atomok magjainak szintén kvantált impulzusmomentumuk van. Ez a nukleáris impulzusmomentum együtthatása az elektron spinjével, amely a színképvonalak hiperfinom szerkezetéért felelős.
- A harmincas években Isidor Rabi és kollégái a Stern–Gerlach készülék egy kiterjesztett változatát használták változó mágneses térrel, amikor is a mágneses momentumot kényszerítették, hogy az egyik állapotból a másik állapotba menjen át. A kísérletsorozat 1937-ben kulminált, amikor felfedezték, hogy az állapot átmeneteket indukálni lehet időben változó rádiófrekvenciás mezővel. Az úgynevezett Rabi oszcilláció a lelke a Mágnesesrezonancia-képalkotóknak, amelyeket kórházakban használnak.
- Norman F. Ramsey később módosította a Rabi féle készüléket, hogy növelhesse a kölcsönhatás idejét a térrel. A sugárzás frekvenciájának köszönhető megnövekedett érzékenység lehetővé teszi a pontos idő tartását, amelyet még ma is alkalmaznak atomóráknál.
- A korai 60-as években Ramsey és Daniel Kleppner egy Stern–Gerlach rendszert használt, ahol polarizált hidrogén sugár volt az energiaforrása a hidrogénmézernek, amely még mindig az egyik legnépszerűbb atomóra.
- A spin közvetlen megfigyelése a legközvetlenebb bizonyítéka a kvantáltságnak a kvantummechanikában.
- A Stern–Gerlach-kísérlet a kvantumméréstechnika paradigmájává vált, különösen a Newman-projekciók elfogadása tekintetében. Jelen tudásunk szerint az inhomogén mágneses terek kvantummechanikai leírására alapozva ez csak közelítéses értelemben igaz. A Newman-projekció szigorúan csak homogén mágneses terek esetén érvényes, így inkompatibilis a Stern–Gerlach készülék helyes működésével, mint egy műszer, amely spint mér.

## További olvasmányok a témával kapcsolatban
- Friedrich, B.; Herschbach, D. (2003). "Stern and Gerlach: How a Bad Cigar Helped Reorient Atomic Physics". Physics Today 56: 53. doi:10.1063/1.1650229.
- Reinisch, G. (1999). "Stern–Gerlach experiment as the pioneer—and probably the simplest—quantum entanglement test?". Physics Letters A 259 (6): 427–430. doi:10.1016/S0375-9601(99)00472-7.
- Venugopalan, A. (1997). "Decoherence and Schrödinger-cat states in a Stern−Gerlach-type experiment". Physical Review A 56: 4307–4310. doi:10.1103/PhysRevA.56.4307.
- Jeremy Bernstein (2010). "The Stern Gerlach Experiment". arΧiv:1007.2435v1 [physics.hist-ph].

## Magyar nyelvű szakkönyvek, egyetemi tankönyvek
- Marx György: Kvantummechanika, Műszaki Kiadó, 1957
- Nagy Károly: Kvantummechanika, Tankönyvkiadó, Budapest 1981
- Neumann János: A kvantummechanika matematikai alapjai, Akadémia Kiadó, Budapest 1980
- Sailer Kornél: Bevezetés a kvantummechanikába (egyetemi jegyzet) • Landau-Lifsic: Elméleti fizika III, Kvantummechanika, Tankönyvkiadó, Budapest, 1978, ISBN 963-17-3259-2
- Landau-Lifsic: Elméleti fizika IV, Relativisztikus kvantumelmélet, Tankönyvkiadó, Budapest, 1979, ISBN 963-17-3794-2
- Geszti Tamás: Kvantummechanika, Typotex Kiadó, 2007.

## Külső hivatkozások
- Egyszerű interaktív Flash szimuláció a Stern–Gerlach-kísérletről Archiválva 2012. október 13-i dátummal a Wayback Machine-ben. Szerző: David M. Harrison
- Letölthető interaktív Flash szimuláció a Stern–Gerlach-kísérlet tanulmányozásához a PhET-től, magyarul.

## Fordítás
Ez a szócikk részben vagy egészben  a   Stern–Gerlach Experiment című angol Wikipédia-szócikk fordításán alapul.  Az eredeti cikk szerkesztőit annak laptörténete sorolja fel. Ez a jelzés csupán a megfogalmazás eredetét és a szerzői jogokat jelzi, nem szolgál a cikkben szereplő információk forrásmegjelöléseként.